# Lothar Berger
Lothar Berger (n. 31 decembrie 1900, Halberstadt, Saxonia-Anhalt, Germania – d. 5 noiembrie 1971, Bad Schwartau, Republica Federală Germania) a fost un general german (Generalmajor) din Wehrmacht în timpul celui de-al Doilea Război Mondial. A comandat trei divizii în război și a fost decorat cu Crucea de Cavaler al Crucii de Fier cu Frunze de Stejar.

## Biografie
S-a născut în anul 1900 ca fiu al unui medic șef. A fost încorporat în Armata Germană în timpul Primului Război Mondial ca Fähnrich în Regimentul 66 Infanterie (3 Magdeburg) și a fost rănit. În 1919 a devenit membru al Diviziei de Fier a Freikorps Riekhoff în Țările Baltice. A studiat în anii 1920 matematica și fizica la Universitatea din Halle și a făcut parte din fraternitatea (Burschenschaft) Alemannia auf dem Pflug. Din 1921 până în 1923 a fost președinte al uniunii studențești și a organizației Deutscher Hochschulring din Halle.
În anul 1924 a devenit militar profesionist în Regimentul 12 Infanterie al Reichswehr și din 1935 a fost căpitan și comandant de companie în cadrul Regimentului 66 Infanterie (3 Magdeburg), care fusese reînființat. A fost folosit în perioada următoare ca atașat militar în Regatul României.
A participat la luptele purtate de Wehrmacht în cel de-al Doilea Război Mondial (1935-1945) și a fost rănit grav. A comandat cu gradul de general-maior (Generalmajor) diviziile 208 Infanterie, 251 Infanterie și în final 75 Infanterie Mecklenburg (6 aprilie - mai 1945).
Berger s-a predat inițial forțelor sovietice ca prizonier de război în mai 1945, dar a fost transferat forțelor britanice și apoi eliberat în 1946. După război a fost demobilizat din Armata Germană și s-a mutat la Marksteft, apoi la Aschaffenburg. A lucrat ca antreprenor și a devenit membru al consiliului de administrație al organizației Europa-Union Deutschland din Bonn. După ce s-a îmbolnăvit grav s-a mutat la Göttingen în 1961 și apoi la Bad Schwartau în 1970, unde a murit un an mai târziu.

## Decorații
- Crucea de Fier (1914) cl. a II-a (28 iulie 1918) și cl. I (24 septembrie 1920)[2]
- Insigna neagră pentru răniți (1918)
- Crucea de onoare a Războiului Mondial 1914/1918 (1 ianuarie 1935)
- Crucea de Fier cu barete (1939) cl. a II-a (30 septembrie 1939) și cl. I (2 octombrie 1939)[2]
- Crucea de Cavaler al Crucii de Fier cu frunze de stejar
  - Crucea de Cavaler (5 august 1940) în calitate de Major și comandant al Regimentului 84/ III Infanterie-Regiment 84 [3]
  - cu frunze de stejar (28 martie 1945) în calitate de Oberst și comandant al Brigăzii zb V.100 din Corpul XXXX Panzer[4]
- Ordinul „Steaua României” cu spade în gradul de Comandor, cu panglica de „Virtute Militară” (24 iunie 1942)[5]
- Insigna de onoare a Armatei Germane
- Insigna de argint pentru luptele de infanterie
- Insigna de aur pentru răniți
- Insigna pentru luptă corp la corp
- Insigna pentru luptele cu partizanii